# Michel Alladaye

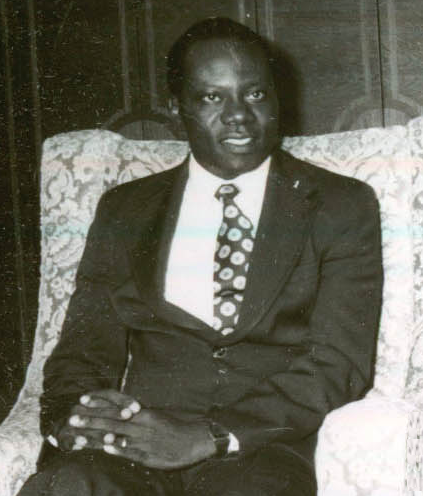
Michel Alladaye (1978)

Michel Alladaye (* 1940 in Abomey, Kolonie Dahomey) ist ein ehemaliger Politiker der Republik Dahomey sowie der Volksrepublik Benin, der unter anderem zwischen 1972 und 1980 Außenminister Benins war.

## Leben
Michel Alladaye, der zum Volk der Fon gehört, besuchte das Lycée Victor Ballot und absolvierte zwischen 1960 und 1962 eine Offiziersausbildung an der Militärschule Saint-Cyr. Nach seiner Rückkehr trat er 1962 als Oberleutnant (Lieutenant) in die Streitkräfte (Forces armées) ein und war zwischen 1963 und 1967 Kommandeur des in Kandi stationierten 1. Ingenieurkompanie. Nach seiner Beförderung zum Hauptmann (Capitaine) 1967 absolvierte er eine zusätzliche Ausbildung an der Technischen Ingenieurfachschule (Ecole Superieure Technique du Genie) in Versailles. Nach seiner Rückkehr wurde er 1969 Logistischer Offizier im Stab der Streitkräfte. Zusammen mit Michel Aïkpé und Janvier Assogba plante er den Putsch unter Führung von Mathieu Kérékou, der am 26. Oktober 1972 zum Sturz des dreiköpfigen Präsidialrates von Hubert Maga, Justin Ahomadégbé und Sourou-Migan Apithy führte.
Alladaye war ursprünglich als Staatspräsident vorgesehen. Nachdem Mathieu Kérékou stattdessen dieses Amt übernommen hatte, wurde er selbst Außenminister sowie zugleich Kommandeur des Militäringenieurkorps der Streitkräfte. Der pragmatische Technokrat und politisch in der Mitte stehende Alladaye stieß in den folgenden Jahren mehrmals mit dem ideologisch-militanten Scharfmacher Hauptmann Martin Dohou Azonhiho zusammen, der als Propagandaminister eine Politisierung der Streitkräfte wünschte. In mindestens zwei Situationen endete der Konflikt beider Minister in Faustkämpfen. Obwohl Azonhiho in der frühen Amtszeit Kérékous als unverzichtbar galt, behielt Präsident Kérékou Alladaye im Kabinett als Gegengewicht zur radikalen Faktion und da er der ranghöchste Offizier des Fon-Volkes in diesem von Offizieren aus dem Norden dominierten Kabinett war. Gleichwohl akzeptierte er als enger Freund von Michel Aïkpé nicht dessen Ermordung durch die Präsidialgarde am 20. Juni 1975 als Aïkpé als Minister für Inneres und Sicherheit zu einem Konkurrenten von Mathieu Kérékou wurde.
Nach der Gründung der Volksrevolutionären Partei Benins (PRPB) 1975 wurde Alladaye Mitglied des Politbüros des Zentralkomitees (ZK) der PRPB. Im Zuge einer Kabinettsumbildung fungierte er zwischen 1976 und 1980 als Minister für Auswärtige Angelegenheiten und Kooperation der Volksrepublik Benin und wurde dann von Simon Ifede Ogouma abgelöst. Als Außenminister besuchte er im April 1975 sowie im Januar 1977 die Deutsche Demokratische Republik. Im Zuge einer Regierungsumbildung wurde er 1980 als Major zum Minister für Justiz und Gesetzgebung sowie zum Sozialminister im Kabinett Kérékou berufen. Für seine Verdienste wurde ihm das Ritterkreuz der Ehrenlegion verliehen. Bei einer weiteren Kabinettsumbildung wurde er 1981 zum Oberstleutnant (Lieutenant-Colonel) befördert und übernahm den Posten als Minister für Inneres und Sicherheit (Ministre de l’Interieur et de la Securité). Damit übernahm er nach Staatspräsident Kérékou die zweithöchste Funktion ein und war fortan für die Polizei- und Sicherheitskräfte der Volksrepublik Benin zuständig. Im August 1984 wurde er im Zuge einer neuerlichen Kabinettsumbildung entmachtet und auf den weniger einflussreichen Posten als Minister für Sekundarbildung und höhere Bildung versetzt. Nachdem es im Juni 1985 zu massiven Demonstrationen unter Schülern und Studenten gekommen war, wurde Michel Alladaye schließlich am 11. Juni 1985 als Minister für Sekundarbildung und höhere Bildung entlassen. Zugleich verlor er seine Ämter innerhalb der Parti de la Révolution Populaire du Benin sowie der Nationalversammlung (Assemblée nationale). Ebenfalls entlassen wurde der Minister für Kultur, Jugend und Sport Moussa Ali Traore, der von Ousmane Dankoto abgelöst wurde.